# Perzsa-öböl
A Perzsa-öböl, más néven: Arab-öböl (perzsául: خلیج فارس) az Indiai-óceán részeként a Közel-Keleti térségben fekszik 233 000 km² nagyságú területen. Az öböl 989 km hosszúságban terül el, maximális mélysége 90 méter, átlagos mélysége 50 méter. Ismert a Hét tenger egyikeként is. Keleti részén a Hormuzi-szoroson keresztül kapcsolódik az Ománi-öbölhöz. Északon a Huzisztáni-alföld, északkeleten a Zagrosz-hegység, dél és nyugat felől az Arab-félsziget határolja.
1980–1988 között az irak–iráni háború szerepelt a hírekben, 1991-ben pedig az öbölháború miatt került újra a figyelem középpontjába. 
A terület olajban és földgázban gazdag.

## Országok

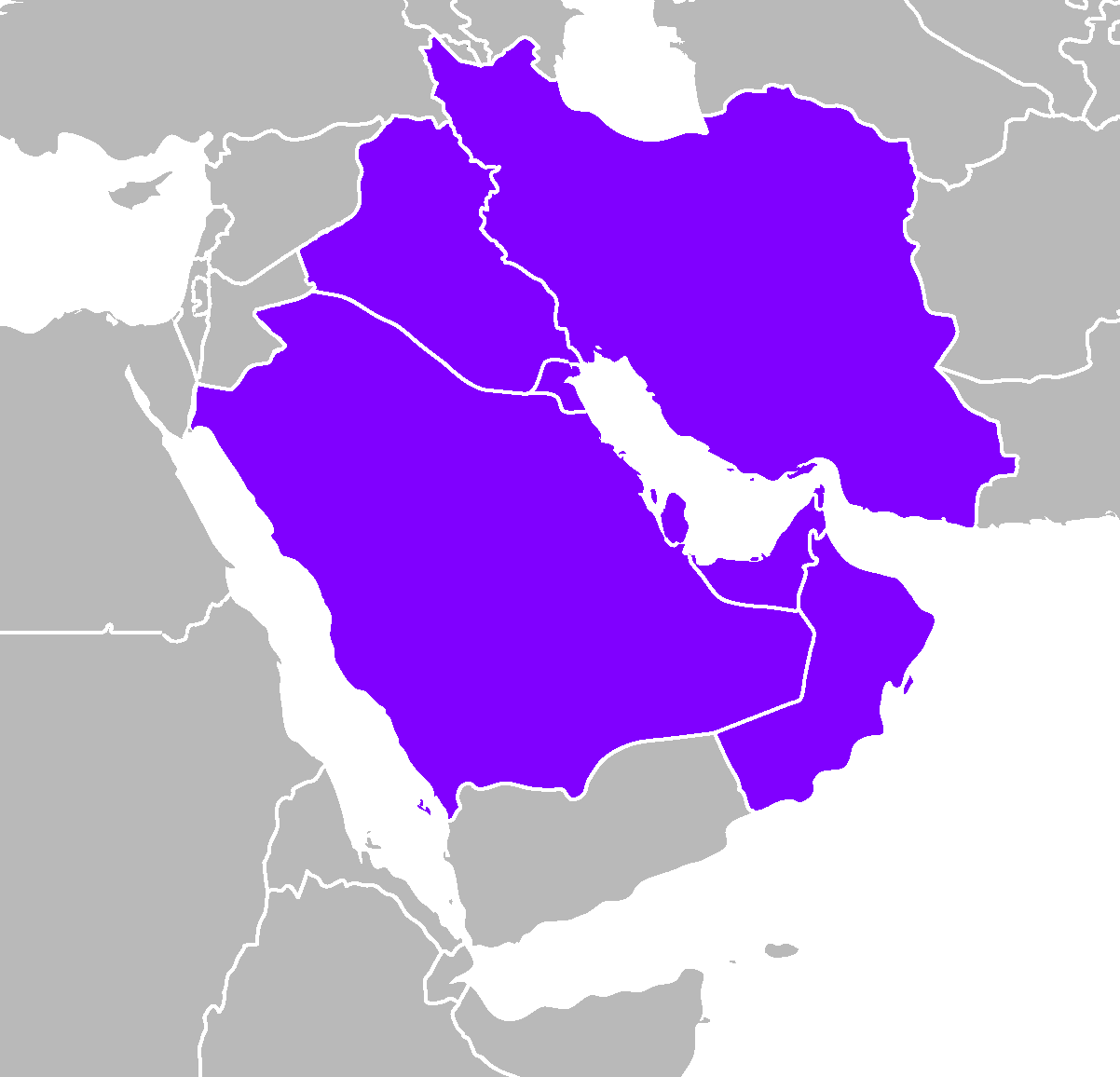
A Perzsa-öböl térségének országai

Perzsa-öböl partszakaszain nyolc ország osztozik.
- Bahrein
- Egyesült Arab Emírségek
- Irak
- Irán
- Katar
- Kuvait
- Omán
- Szaúd-Arábia